# Lijst van Belgische ministers van Overheidsbedrijven
Dit is een lijst van Belgische ministers van Overheidsbedrijven.

## Lijst
| Nr.                                          | Minister | Minister                               | Partij | Partij            | Begin            | Einde            | Regering(en)                                                        | Bevoegdheid                                                                                                |
| -------------------------------------------- | -------- | -------------------------------------- | ------ | ----------------- | ---------------- | ---------------- | ------------------------------------------------------------------- | --- |
| 1                                            |          | Jules Vandenpeereboom (1843-1917)      |        | Katholieke Partij | 16 juni 1884     | 5 augustus 1899  | Malou, Beernaert, De Burlet, De Smet de Naeyer I en Vandenpeereboom | Posterijen en Telegrafen                                                                                   |
| [ 1 ]                                        |          | Julien Liebaert (1848-1930)            |        | Katholieke Partij | 5 augustus 1899  | 5 februari 1900  | De Smet de Naeyer II                                                | Posterijen en Telegrafen                                                                                   |
| 2                                            |          | Julien Liebaert (1848-1930)            |        | Katholieke Partij | 5 februari 1900  | 2 mei 1907       | De Smet de Naeyer II                                                | Posterijen en Telegrafen                                                                                   |
| 3                                            |          | Joris Helleputte (1852-1925)           |        | Katholieke Partij | 2 mei 1907       | 5 augustus 1910  | De Trooz, Schollaert                                                | Posterijen en Telegrafen                                                                                   |
| [ 1 ]                                        |          | Joris Helleputte (1852-1925)           |        | Katholieke Partij | 5 augustus 1910  | 5 september 1910 | Schollaert                                                          | Posterijen en Telegrafen                                                                                   |
| 4                                            |          | Charles de Broqueville (1860-1940)     |        | Katholieke Partij | 5 september 1910 | 11 november 1912 | Schollaert, De Broqueville I                                        | Posterijen en Telegrafen                                                                                   |
| 5                                            |          | Paul Segers (1870-1946)                |        | Katholieke Partij | 11 november 1912 | 21 november 1918 | De Broqueville I, II en Cooreman                                    | Posterijen en Telegrafen (tot 28 februari 1914)                                                            |
| 6                                            |          | Jules Renkin (1862-1934)               |        | Katholieke Partij | 21 november 1918 | 2 december 1919  | Delacroix I                                                         | Posterijen en Telegrafen                                                                                   |
| 7                                            |          | Prosper Poullet (1868-1937)            |        | Katholieke Partij | 2 december 1919  | 20 november 1920 | Delacroix II                                                        | Posterijen en Telegrafen                                                                                   |
| 8                                            |          | Xavier Neujean (1865-1940)             |        | Liberale Partij   | 20 november 1920 | 13 mei 1925      | Carton de Wiart, Theunis I, II en III                               | Posterijen en Telegrafen                                                                                   |
| [ 1 ]                                        |          | Paul Tschoffen (1878-1961)             |        | Katholieke Partij | 13 mei 1925      | 17 juni 1925     | Van de Vyvere                                                       | Posterijen en Telegrafen                                                                                   |
| 9                                            |          | Edward Anseele (1856-1938)             |        | BWP               | 17 juni 1925     | 22 november 1927 | Poullet en Jaspar I                                                 | Posterijen en Telegrafen (tot 8 december 1925) Posterijen, Telegrafen en Telefonen (vanaf 8 december 1925) |
| 10                                           |          | Maurice August Lippens (1875-1956)     |        | Liberale Partij   | 22 november 1927 | 19 oktober 1929  | Jaspar II                                                           | Posterijen, Telegrafen en Telefonen                                                                        |
| 11                                           |          | Pierre Forthomme (1877-1959)           |        | Liberale Partij   | 19 oktober 1929  | 20 mei 1931      | Jaspar II en III                                                    | Posterijen, Telegrafie en Telefonie                                                                        |
| 12                                           |          | François Bovesse (1890-1944)           |        | Liberale Partij   | 20 mei 1931      | 17 december 1932 | Jaspar III, Renkin I en II en De Broqueville III                    | Posterijen, Telegrafie en Telefonie                                                                        |
| (7)                                          |          | Prosper Poullet (1868-1937)            |        | Katholieke Unie   | 17 december 1932 | 10 januari 1934  | De Broqueville IV                                                   | Posterijen, Telegrafie en Telefonie                                                                        |
| 13                                           |          | Frans Van Cauwelaert (1880-1961)       |        | Katholieke Unie   | 10 januari 1934  | 12 juni 1934     | De Broqueville IV                                                   | Posterijen, Telegrafie en Telefonie                                                                        |
| 14                                           |          | Octave Dierckx (1882-1955)             |        | Liberale Partij   | 12 juni 1934     | 20 november 1934 | De Broqueville V                                                    | Posterijen, Telegrafie en Telefonie                                                                        |
| 15                                           |          | Charles du Bus de Warnaffe (1894-1965) |        | Katholieke Unie   | 20 november 1934 | 25 maart 1935    | Theunis IV                                                          | Posterijen, Telegrafie en Telefonie                                                                        |
| 16                                           |          | Paul-Henri Spaak (1899-1972)           |        | BWP               | 25 maart 1935    | 13 maart 1936    | Van Zeeland I                                                       | Posterijen, Telegrafie en Telefonie                                                                        |
| 17                                           |          | Désiré Bouchery (1888-1944)            |        | BWP               | 13 maart 1936    | 15 mei 1938      | Van Zeeland II en Janson                                            | Posterijen, Telegrafie en Telefonie                                                                        |
| 18                                           |          | Hendrik Marck (1883-1957)              |        | Katholiek Blok    | 15 mei 1938      | 22 februari 1939 | Spaak I                                                             | Posterijen, Telegrafie en Telefonie en het Nationaal Instituut voor de Radio-omroep                        |
| vacant (22 februari 1939 - 3 september 1960) |          |                                        |        |                   |                  |                  |                                                                     | |
| 19                                           |          | Albert De Gryse (1911-1996)            |        | CVP               | 3 september 1960 | 25 april 1961    | G. Eyskens III                                                      | Minister-onderstaatssecretaris voor Posterijen, Telegrafie en Telefoon                                     |
| 20                                           |          | Marcel Busieau (1914-1995)             |        | PSB               | 25 april 1961    | 18 januari 1963  | Lefèvre                                                             | Minister van Posterijen, Telegrafie en Telefonie                                                           |
| 21                                           |          | Edward Anseele jr. (1902-1981)         |        | BSP               | 18 januari 1963  | 19 maart 1966    | Lefèvre en Harmel                                                   | Minister van Posterijen, Telegrafie en Telefonie                                                           |
| 22                                           |          | Henri Maisse (1909-1978)               |        | PLP               | 19 maart 1966    | 17 juni 1968     | Vanden Boeynants I                                                  | Minister-staatssecretaris voor Posterijen, Telegrafie en Telefonie                                         |
| (21)                                         |          | Edward Anseele jr. (1902-1981)         |        | BSP               | 17 juni 1968     | 26 januari 1973  | G. Eyskens IV en V                                                  | Minister van Posterijen, Telegrafie en Telefonie                                                           |
| 23                                           |          | Jos Daems (1926-1983)                  |        | PVV               | 26 januari 1973  | 25 april 1974    | Leburton                                                            | Staatssecretaris voor Posterijen, Telegrafie en Telefonie                                                  |
| vacant (25 april 1974 - 3 juni 1977)         |          |                                        |        |                   |                  |                  |                                                                     | |
| 24                                           |          | Léon Defosset (1925-1991)              |        | FDF               | 3 juni 1977      | 3 april 1979     | Tindemans IV en Vanden Boeynants II                                 | Minister van Posterijen, Telegrafie en Telefonie                                                           |
| 25                                           |          | Robert Urbain (1930-2018)              |        | PS                | 3 april 1979     | 23 januari 1980  | Martens I                                                           | Minister van Posterijen, Telegrafie en Telefonie                                                           |
| 26                                           |          | André Baudson (1927-1998)              |        | PS                | 23 januari 1980  | 18 mei 1980      | Martens II                                                          | Minister van Posterijen, Telegrafie en Telefonie                                                           |
| 27                                           |          | Herman De Croo (1937)                  |        | PVV               | 18 mei 1980      | 22 oktober 1980  | Martens III                                                         | Minister van Posterijen, Telegrafie en Telefonie                                                           |
| 28                                           |          | Freddy Willockx (1947-2024)            |        | SP                | 22 oktober 1980  | 17 december 1981 | Martens IV en M. Eyskens                                            | Minister van Posterijen, Telegrafie en Telefonie                                                           |
| (27)                                         |          | Herman De Croo (1937)                  |        | PVV               | 17 december 1981 | 28 november 1985 | Martens V                                                           | Minister van Posterijen, Telegrafie en Telefonie                                                           |
| 29                                           |          | Paula D'Hondt (1926-2022)              |        | CVP               | 17 december 1981 | 9 mei 1988       | Martens V, VI en VII                                                | Staatssecretaris voor Posterijen, Telegrafie en Telefonie                                                  |
| (28)                                         |          | Freddy Willockx (1947-2024)            |        | SP                | 9 mei 1988       | 16 januari 1989  | Martens VIII                                                        | Minister van Posterijen, Telegrafie en Telefonie                                                           |
| 30                                           |          | Marcel Colla (1943)                    |        | SP                | 16 januari 1989  | 7 maart 1992     | Martens VIII en IX                                                  | Minister van Posterijen, Telegrafie en Telefonie                                                           |
| 31                                           |          | Guy Coëme (1946)                       |        | PS                | 7 maart 1992     | 21 januari 1994  | Dehaene I                                                           | Minister van Overheidsbedrijven                                                                            |
| 32                                           |          | Elio Di Rupo (1951)                    |        | PS                | 23 januari 1994  | 12 juli 1999     | Dehaene I en II                                                     | Minister van Overheidsbedrijven (tot 23 juni 1995) Minister van Telecommunicatie (vanaf 23 juni 1995)      |
| 33                                           |          | Rik Daems (1959)                       |        | VLD               | 12 juli 1999     | 12 juli 2003     | Verhofstadt I                                                       | Minister van Telecommunicatie en Overheidsbedrijven                                                        |
| 34                                           |          | Johan Vande Lanotte (1955)             |        | sp.a              | 12 juli 2003     | 17 oktober 2005  | Verhofstadt II                                                      | Minister van Overheidsbedrijven                                                                            |
| 35                                           |          | Bruno Tuybens (1961)                   |        | sp.a              | 17 oktober 2005  | 21 december 2007 | Verhofstadt II                                                      | Minister van Overheidsbedrijven                                                                            |
| 36                                           |          | Inge Vervotte (1977)                   |        | CD&V              | 21 december 2007 | 30 december 2008 | Verhofstadt III en Leterme I                                        | Minister van Overheidsbedrijven                                                                            |
| 37                                           |          | Steven Vanackere (1964)                |        | CD&V              | 30 december 2008 | 25 november 2009 | Van Rompuy                                                          | Minister van Overheidsbedrijven                                                                            |
| (36)                                         |          | Inge Vervotte (1977)                   |        | CD&V              | 25 november 2009 | 6 december 2011  | Leterme II                                                          | Minister van Overheidsbedrijven                                                                            |
| 38                                           |          | Paul Magnette (1971)                   |        | PS                | 6 december 2011  | 17 januari 2013  | Di Rupo                                                             | Minister van Overheidsbedrijven                                                                            |
| 39                                           |          | Jean-Pascal Labille (1961)             |        | PS                | 17 januari 2013  | 11 oktober 2014  | Di Rupo                                                             | Minister van Overheidsbedrijven                                                                            |
| 40                                           |          | Alexander De Croo (1975)               |        | Open Vld          | 11 oktober 2014  | 9 december 2018  | Michel I                                                            | Minister van Telecommunicatie en Post                                                                      |
| 41                                           |          | Philippe De Backer (1978)              |        | Open Vld          | 9 december 2018  | 1 oktober 2020   | Michel II, Wilmès I en II                                           | Minister van Telecommunicatie en Post                                                                      |
| 42                                           |          | Petra De Sutter (1963)                 |        | Groen             | 1 oktober 2020   | 3 februari 2025  | De Croo                                                             | Minister van Overheidsbedrijven, Telecommunicatie en Post                                                  |
| 43                                           |          | Vanessa Matz (1973)                    |        | Les Engagés       | 3 februari 2025  | heden            | De Wever                                                            | Minister van Overheidsbedrijven                                                                            |